# Солунска гръцка евангелска църква
Солунската гръцка евангелска църква (на гръцки: Ελληνική Ευαγγελική Εκκλησία Θεσσαλονίκης) е протестантска църква в южния македонски град Солун, Гърция.
Първите евангелисти се появяват в Солун в 1860 година като за служение използват частна къща на Широката чаршия (днешната улица „Егнатия“), близо до Солунските стени. В 1865 година е построена молитвена сграда на днешната „Константин Палеолог“ № 6 и църквата е организирана по презвитерианската система, като пръв пастор е Ставрос Михаилидис. Общността се увеличава значително в 1922 година със заселването в града на евангелисти бежанци от Турция и църковната сграда в 1926 година е разширена.